# レイジンソウ
レイジンソウ（伶人草、学名：Aconitum loczyanum R. Raymund）は、キンポウゲ科トリカブト属の多年草。

## 概要
明るい林の中や山地の草原に生える多年草。近畿地方以西の本州や、四国、九州に分布する。和名は伶人草で、花の形が伶人（舞楽の奏者）が被る冠に似ていることからつけられた。高さ40-80cmになり、上部には密に短毛が生える。根生葉には長い柄があり、掌状に5-7裂する。茎葉は小さい。花は8-10月に茎の先や葉の腋につき、淡紅紫色で長さ約2.5cm、外側に開出毛が生える。花柄は長さ1-1.5cmで、開出した毛が密に生える。